# Astakhov Glacier
Astakhov Glacier är en glaciär i Antarktis. Den ligger i Östantarktis. Nya Zeeland gör anspråk på området. Astakhov Glacier ligger 267 meter över havet.
Terrängen runt Astakhov Glacier är kuperad åt sydost, men åt nordväst är den platt. Trakten är obefolkad. Det finns inga samhällen i närheten.